# Avicularia azuraklaasi
Avicularia azuraklaasi es una especie de araña que pertenece a la familia Theraphosidae (tarántulas). Es una especie endémica de Perú.